# Plocoscelus townsendi
Plocoscelus townsendi är en tvåvingeart som beskrevs av Cresson 1930. Plocoscelus townsendi ingår i släktet Plocoscelus och familjen skridflugor. Inga underarter finns listade i Catalogue of Life.